# Bocian (województwo mazowieckie)
Bocian – wieś sołecka w Polsce położona w województwie mazowieckim, w powiecie otwockim, w gminie Kołbiel.
| SIMC    | Nazwa                | Rodzaj    |
| ------- | -------------------- | --------- |
| 0674572 | Anielinek            | część wsi |
| 0674589 | Cegielnia Anielińska | część wsi |

## Historia
Miejscowość powstała w XIX wieku. Pierwsze wzmianki o niej pochodzą ze ,,Słownika Geograficznego Królestwa Polskiego'' z 1900 roku. Według tego źródła wieś ,,Bociany'' liczyła wówczas 52 mieszkańców. Osada ta wzięła swoją nazwę od słowa ,,Bocian". Miejscowość była zamieszkiwana w większości przez osadników niemieckich. W 1921 roku przeprowadzono spis powszechny, z którego wynika, że wieś ta liczyła 78 osób, z czego 52 osoby było wyznania ewangelickiego. 
W latach 1975–1998 miejscowość administracyjnie należała do województwa siedleckiego.
Wierni Kościoła rzymskokatolickiego należą do parafii Świętej Trójcy w Kołbieli.